# 梅士吉
梅士吉（1848年10月19日—？年），字鴻岱，號魯瞻，四川順慶府鄰水縣人，年貳拾貳歲由鄰水縣附生中式同治九年庚午科四川鄉試第79名舉人，光緒六年庚辰科大挑二等，光緒十五年任四川屏山縣教諭。